# 摩羯旋翼型無人機

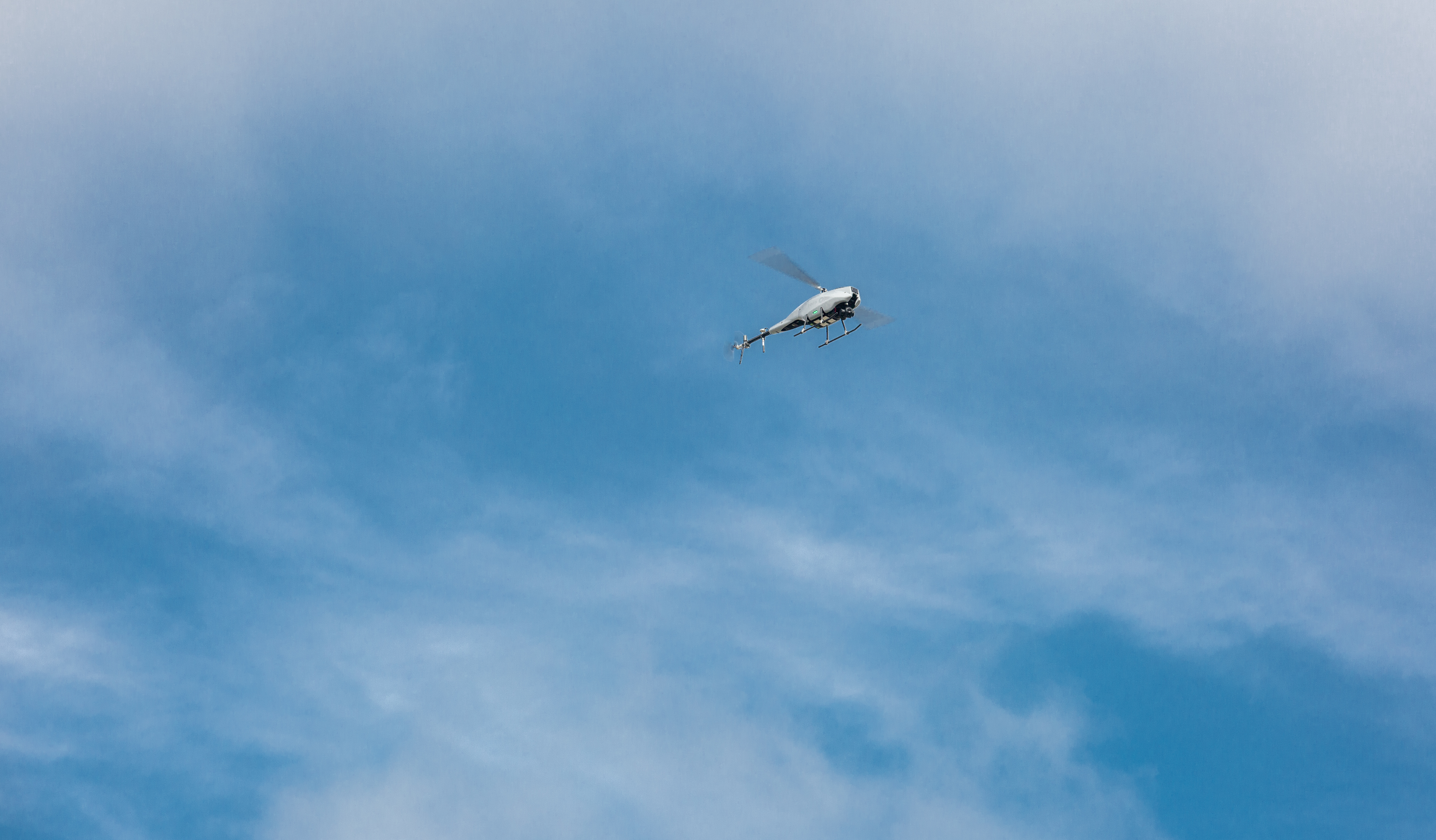
2024年1月6日蔡英文總統春節勗勉陸軍機步第234旅聯兵第一營時陸軍所展示的摩羯旋翼型無人機。

為前瞻未來地面防衛作戰需求，中華民國陸軍司令部參考美國裝甲戰鬥旅所轄之聯合兵種營及其他國家相同功能之軍事組織發展趨勢，於109年6月1日將7個打擊旅及1個地區指揮部共23個營調整為聯合兵種營。
而為充實聯合兵種營偵蒐能力，並增加預警反應時間，該部於110年度預算案中提出「戰術型近程無人飛行載具」50套籌購案，總經費7億7,998萬9千元，納入110至112年度編列。
依陸軍司令部提供「戰術型近程無人飛行載具」之籌購說明略以：「…委由中科院執行辦理，規劃為單軸無人直升機為主要構型，從現貨市場中，實施系統研發及構改，並依據聯兵營編成數量及陸軍步訓部教訓需求，…，預分於民國111年第1季(4套)、第3季(10套)及民國112年第1、4季(各18套)完成解繳，後續依各部隊使用狀況，再行規劃於外(離)島與防衛部運用。」

## 摩羯旋翼型無人機諸元
- 總重:25公斤
- 機身長:231公分
- 機身寬:39公分
- 機身高:57.5公分
- 作戰範圍:30公里
- 最大飛行高度:1500公尺
- 滯空時間:60分鐘

搭載了可見光與熱顯像鏡頭，提供日夜極惡劣天氣情況下的全天候偵察能力。

## 用戶
中華民國陸軍:共計50套、100架，2023已採購14套，2024則採購36套。2024年再斥資12.8億元添購201架，目標總架數301架